# Stefan Dassler

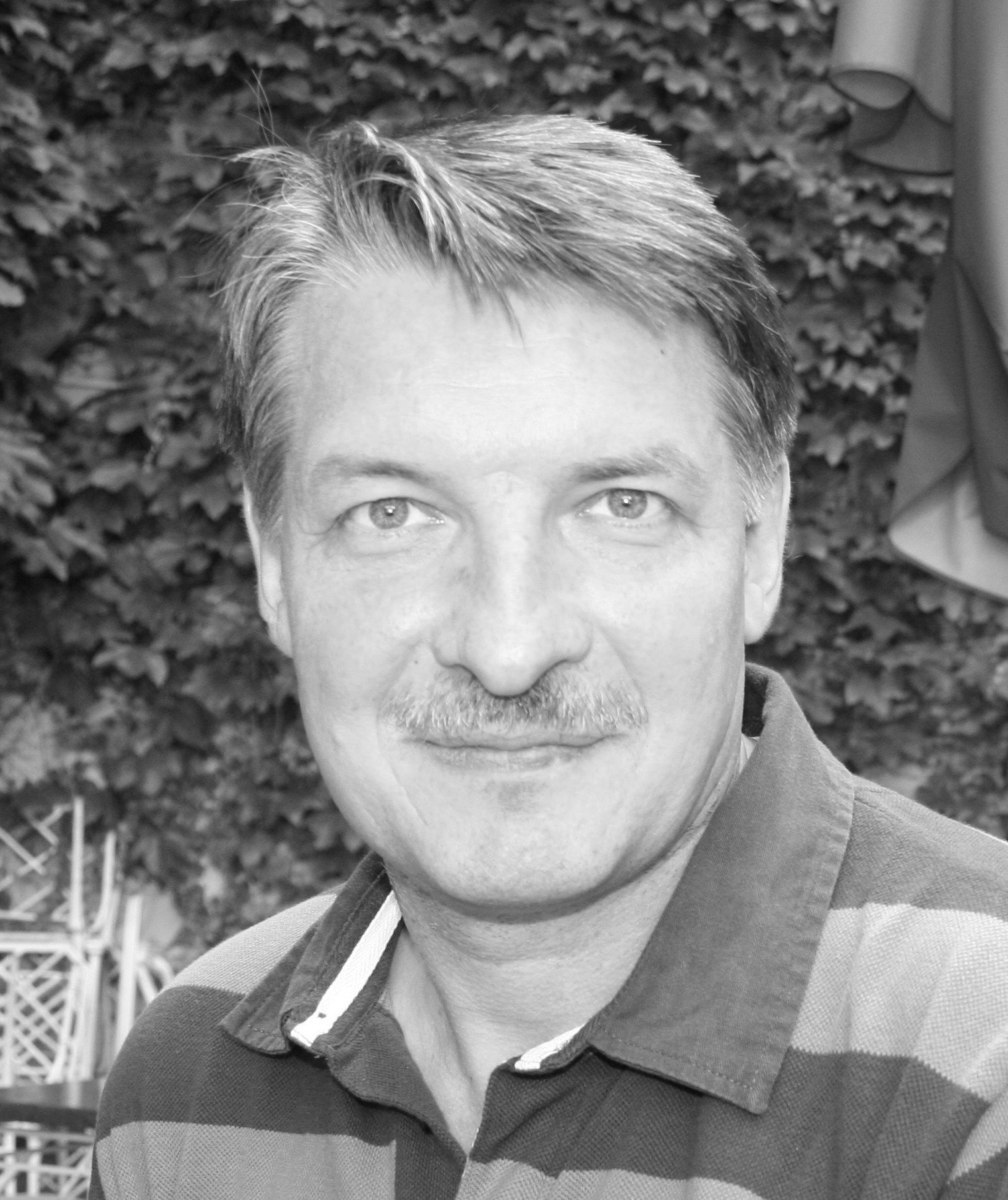
Stefan Dassler (2008)

Stefan Dassler (* 25. Oktober 1962 in Bamberg, Deutschland; † 30. August 2023 ebenda) war ein deutscher Sachbuchautor und Wirtschaftspädagoge.

## Leben
Dassler wuchs in Bamberg auf und machte 1982 am Dientzenhofer-Gymnasium sein Abitur. Nach dem Wehrdienst studierte er zunächst an der Otto-Friedrich-Universität Bamberg Volkswirtschaftslehre, wechselte dann 1984 an die Ludwig-Maximilians-Universität München, wo er Wirtschaftspädagogik mit Schwerpunkt Organisationspsychologie studierte. Diesen Studiengang schloss er 1991 als Diplom-Handelslehrer ab. Von 1991 bis 1993 studierte er Philosophie.
Von 1993 bis 1995 arbeitete er in einem Finanzplanungsunternehmen in Bamberg, in den Jahren 1995 und 1996 an der städtischen Graf-Stauffenberg-Realschule. Ab 1996 arbeitete er als Lehrer bei verschiedenen privaten Bildungsträgern in Bamberg.
Nach einer ersten Buchveröffentlichung 1996 war Dassler ab 2003 regelmäßig als Autor von Sachbüchern und Zeitschriftenbeiträgen tätig, die sich mit betriebswirtschaftlichen, pädagogischen und informationstechnologischen Themen befassen. Diese erschienen unter anderem im Raabe-Verlag, Igel Verlag und Bildungsverlag EINS.
Dassler starb am 30. August 2023 in Bamberg.

## Werke
- Sozialkompetenz-Training in der betrieblichen Ausbildung, GRIN Verlag, München 1996, ISBN 3-638-70182-4
- Onlinenachhilfe – Nachhilfeunterricht via Internet, Wissenschaftlicher Verlag Berlin 2004, ISBN 3-86573-039-6
- Schülernachhilfe. Ein Leitfaden für Lehrer und Studenten, Wissenschaftlicher Verlag Berlin 2005, ISBN 3-86573-060-4
- Erfolgreiche Existenzgründung – mit besonderer Berücksichtigung der Ich AG, Mole Verlag, Hamburg 2005, ISBN 3-9809686-0-X
- Berufswahl und Ausbildungsstellensuche, Wissenschaftlicher Verlag Berlin, 2005, ISBN 3-86573-126-0
- Faszination Computer für Senioren, Wissenschaftlicher Verlag Berlin 2006, ISBN 3-86573-167-8
- Nachhaltigkeit als Bestandteil der Berufsausbildung, Wissenschaftlicher Verlag Berlin 2006, ISBN 3-86573-201-1
- Datenschutz in der modernen Informationsgesellschaft, Wissenschaftlicher Verlag Berlin 2007, ISBN 978-3-86573-279-8
- Bildungsfragen heute. Lernförderung, Berufsausbildung, Fortbildung, Wissenschaftlicher Verlag Berlin 2007, ISBN 978-3-86573-313-9
- Existenzgründung konkret. Ratgeber für angehende Unternehmer, CT Salzwasser-Verlag, Bremen 2009, ISBN 978-3-86741-149-3
- Schlüsselqualifikationen für Auszubildende. Übungen und Trainingsbeispiele, Igel Verlag, Hamburg 2009, ISBN 978-3-86815-141-1
- Sozialkunde FOS/BOS. Band 3: Gesellschaftliche Strukturen und Prozesse als Grundlage der Politik, Bildungsverlag EINS, Troisdorf 2009, ISBN 978-3-427-08007-7
- Kein Job in Sicht? Informationen, Strategien, Perspektiven. Materialien für Jugendliche., Verlag an der Ruhr, Mülheim/Ruhr 2010, ISBN 978-3-8346-0751-5